# سیارک ۲۳۸۳۳
سیارک ۲۳۸۳۳ (به انگلیسی: 23833 Mowers، نامگذاری:1998QS90) بیست و سه هزار و هشتصد و سی و سومین سیارک کشف شده‌است که در ۲۸ اوت ۱۹۹۸ کشف شد.
قدر مطلق سیارک برابر ۱۱.۷ است.